# Patrick Préjean
Pour les articles homonymes, voir Préjean.
Patrick Préjean, né le 4 juin 1944 à Saint-Maur-des-Fossés, dans le département de la Seine, est un acteur français. 
Connu dans les domaines cinématographique, théâtral, et télévisuel, il a participé à de nombreuses pièces de théâtre, et compte, en 2018, des apparitions dans plus de 80 films et téléfilms.
Également connu pour ses performances vocales, il participe à de nombreux films et séries d'animation françaises dans lesquelles il interprète notamment le Nabot dans les séries Il était une fois…, Gorine dans Le Château des singes, Victor MacBernik dans Famille Pirate ou encore Gorgious dans Les Zinzins de l'espace. Il participe également au doublage d'œuvres d'animation étrangères, prêtant notamment sa voix à Tigrou de Winnie l'ourson depuis le début des années 1980, Sylvestre et Sam le pirate des Looney Tunes depuis la fin des années 1990, Nigel Delajungle dans La Famille Delajungle, et Bayonne le cochon-tirelire dans les films Toy Story. Du côté des comédiens étrangers, il prête régulièrement sa voix à John Lithgow et est une voix récurrente de Steve Martin.
Il a notamment été nommé aux Molières pour la pièce Cyrano de Bergerac en 1998. Pour les médias, son rôle le plus marquant est celui du maréchal des logis Perlin dans Le Gendarme et les Gendarmettes (1982). Il a été qualifié de « décathlonien de l'art dramatique » par Le Télégramme, de « comédien multifacettes » par La Dépêche, et de « boulevardier [...] mais aussi « gueule du cinéma » par Le Journal des femmes.

## Biographie

### Jeunesse et famille
Patrick Préjean naît le 4 juin 1944 à Saint-Maur-des-Fossés, dans le Val-de-Marne, alors dans le département de la Seine,,. Patrick est le fils des acteurs Albert Préjean et Lysiane Rey,. 
Il débute à 13 ans, dans la troupe du cirque Gruss. Il a suivi le cours de Jean Périmony puis celui d'Henri Roland puis s'est inscrit à la Rue Blanche. Il obtient, au Conservatoire national supérieur d'art dramatique de Paris, le 2e prix de comédie moderne et le prix de la critique à l'unanimité[réf. nécessaire] (issu de la promotion 1966). 
En juin 1976, il épouse Liliane Trichot à Sète. De leur union, est née Laura Préjean, également comédienne, directrice artistique et spécialisée dans le domaine du doublage.
En avril 2010, Patrick Préjean devient membre de l'Académie Alphonse Allais de Honfleur, succédant entre autres à Christian Marin et Bernard Pivot. En 2018, à la suite d'une recherche en généalogie, Patrick Préjean apprend que ses racines sont retracées à Saint-Gilles-les-Bois. « On a trouvé que j’étais le petit-fils de Mémère Titine qui tenait jadis un bistrot » confie-t-il,.

### Théâtre

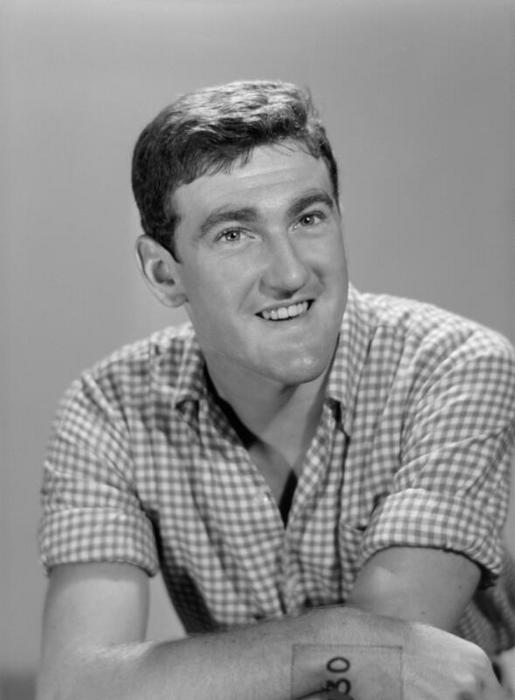
Patrick Préjean photographié par le studio Harcourt.

Au théâtre, Patrick Préjean débute à l'âge de 17 ans dans la pièce tchèque Liliom de Ferenc Molnár. Domaine dans lequel il avoue être passionné, Patrick joue dans plus de 80 pièces comme entre autres, Le Dindon (Feydeau, 1975), Signé Boris Vian (Boris Vian, 1975), La Puce à l'oreille (Feydeau, 1992) sur une mise en scène de Jean-Claude Brialy au théâtre de la Michodière, et Espèces Menacées (Ray Cooney, 2000),. Il jouait également dans la pièce Cyrano de Bergerac d'Edmond Rostand, en 1997, dans le rôle titre, pour lequel il est nommé aux Molières 1998 du meilleur comédien. Entre 2005 et 2006, il joue le rôle du cardinal Alceste au côté de Claude Jade dans Célimène et le Cardinal de Jacques Rampal, mise en scène par l'auteur. Il acquiert également sa notoriété en menant une riche carrière au théâtre de boulevard.
En 2010, il incarne le rôle du vérificateur de moquette très dur dans la pièce Désolé pour la moquette de Bertrand Blier. En 2016, il joue dans la pièce Le Schmilblick de Pierre Dac, avec Jérémy Prévost, au Théâtre d'Edgar. « Quand Luc Hamet, le metteur en scène, m'a appelé, je pense qu'il avait bien l'intention de se lancer dans cette aventure avec moi. Le texte de Pierre Dac est formidable. », confie Patrick. « Luc a eu la bonne idée de me présenter Jérémy Prévost. Je l'avais déjà croisé sur des plateaux de doublage mais je ne le connaissais pas et il m'a montré que ça valait le coup de le connaître davantage. »
Le 21 février 2020, il est invité pour une soirée privée par l'association culturelle Les Ariéghists au Fossat, afin d'assister à la projection de souvenirs cinématographiques, comme les pièces La Berlue et Le Masculin singulier, devant 80 personnes,. « Finalement, quand je revois La Berlue, je me dis que ce que j’ai fait voilà 35 ans tient encore la route, ça rassure. […] On était totalement dedans. En tous les cas, je vais garder un excellent souvenir de l'Ariège », explique-t-il. À la fin 2020, Patrick joue dans la pièce de théâtre Tsunami, et est annoncé sur les planches de Romilly-sur-Seine, le 3 décembre 2021.

### Apparitions à l'écran
Patrick Préjean a également fait diverses incursions, principalement dans les seconds rôles,, à la télévision dans divers téléfilms. Il joue surtout au cinéma où il travaille sous la direction d'incontournables du métier : Le Cerveau (Gérard Oury, 1969), Peau d'Âne (Jacques Demy, 1970), Les Pétroleuses (Christian-Jaque, 1971), Les Mariés de l'an II (Jean-Paul Rappeneau, 1971), Le Mur de l'Atlantique (Marcel Camus, 1971). Il apparaît de plus, en 1982, sous les traits du Maréchal des logis Perlin, dans Le Gendarme et les Gendarmettes, aux côtés de Louis de Funès avec qui il avait joué auparavant en 1968 dans Le Tatoué. Préjean confie avoir été présenté au film grâce à Louis de Funès, « qui souhaitait être entouré de gens en qui il avait confiance. » « Il a eu envie de me faire travailler après m’avoir repéré dans Brigade antigangs, de Bernard Borderie. On a tourné Le Tatoué, et, pour Les gendarmes, il m’a recommandé au réalisateur », explique-t-il.
En 2018, il assiste à l'avant-première du film La Légende au cinéma « Les Korrigans » de Guingamp, réalisé par Florian Hessique et dans lequel il incarne le rôle d’un président de club de basket-ball.
En juin 2023, Patrick Préjean est annoncé comme invité récurrent de la prochaine saison de la série Scènes de ménages. Son personnage doit intervenir aux côtés de celui joué par l'acteur Gérard Hernandez à la suite de la mort de l'actrice Marion Game qui formait un duo avec ce dernier depuis le début de la série.

### Création de voix et doublage
Grande figure du monde de l'animation française et du doublage, il prête en outre sa voix dans de nombreux films et séries d'animation.
Pour ce qui est des productions françaises, il participe à deux films Astérix d'abord en 1985 dans le film Astérix et la Surprise de César des jumeaux Gaëtan et Paul Brizzi dans lequel il interprète le décurion Superbus, puis en 1989 dans le film Astérix et le Coup du menhir de Philippe Grimond dans lequel il interprète Optione. En 1999, il prête sa voix à Gorine dans Le Château des singes, deuxième long-métrage de Jean-François Laguionie. Il prête également sa voix au père de Cire dans le film Mune : Le Gardien de la Lune en 2015,.Dans les séries, il donne notamment voix au Nabot dans Il était une fois… la Vie, à Victor MacBernik dans Famille Pirate ou encore à Gorgious dans Les Zinzins de l'espace.
Du côté des doublages, s'il a en partie doublé les acteurs John Lithgow et Steve Martin il est particulièrement présent dans les films et séries d'animation. Pour les studios Disney, il a notamment prêté sa voix à Tigrou dans la saga des Winnie l'ourson, au cochon-tirelire Bayonne dans les œuvres Toy Story depuis 1999 ou encore au dentiste P. Sherman dans Le Monde de Nemo. Il est également la voix des « Toons » Sylvestre et Sam le pirate dans l'univers des Looney Tunes. Lors d'une interview datant de 2013, Patrick Préjean confie avoir trouvé la voix de Sylvestre des Looney Tunes en tentant de se rapprocher de ce que faisait l'acteur américain du personnage. « On s'approprie le personnage, puis on fait une sorte de mixage entre ce que propose l'américain et ce que propose le français, et ça devient au fur et à mesure une voix qui commence à prendre son rythme, sa densité, son identité », confie-t-il. 
Il a aussi doublé des publicités comme celle de Sony en 1995 qui démontrait la puissance de la PlayStation[réf. nécessaire].
En 2021, il reprend, aux côtés de Gérard Surugue, les voix de Sam le pirate et Sylvestre dans le film Space Jam : Nouvelle Ère. À ce propos, il confie que « dans des dessins animés, c'est important d'être à la fois décontracté et professionnel. On a besoin d’une humeur. Il faut savoir garder la fraîcheur tout en ayant la technique, et qu'elle ne se voie pas. Gérard Surugue donne une certaine couleur aux séances de doublage. »

### Autres
Patrick a été immortalisé dans un album de Lucky Luke, Le Bandit manchot sous les traits de Double-Six, souffre-douleur et bras droit d'un tricheur professionnel ayant les traits de Louis de Funès qu'il appelle « Boss ». Il court tellement vite que Jolly Jumper n'arrive pas à le rattraper. Impressionné par sa pointe de vitesse et son endurance, le Pony Express l'embauchera comme « cheval humain » pour le transport de courrier vers la Californie. Préjean expliquera que c'est son ami Laurent Gerra qui lui a appris l'existence de ces caricatures.

## Théâtre
- Les Joueurs de Nicolas Gogol, mise en scène de Jean Dasté
- Les Fourberies de Scapin de Molière, mise en scène de Philippe Chosson, au Théâtre des Bouffes-Parisiens
- Monsieur Masure de Claude Magnier, mise en scène de Michel Roux
- La Bonne Adresse de Marc Camoletti, mise en scène de l'auteur
- Boeing Boeing de Marc Camoletti, mise en scène de l'auteur
- La Bagatelle de Marcel Achard, mise en scène de Jean Meyer
- Signé Boris Vian de Boris Vian, mise en scène de Alain Souchère
- L'Enlèvement de Francis Veber
- La Belle Hélène de Jacques Offenbach, mise en scène de Jean-Claude Calon
- Les Joyeuses Commères de Windsor de William Shakespeare, mise en scène de Marc Renaudin
- Le Songe d'une nuit d'été de William Shakespeare, mise en scène de Marc Renaudin
- La Nuit des rois de William Shakespeare, mise en scène de Marc Renaudin
- La Nuit des rois de William Shakespeare, mise en scène Jean-François Chatillon
- 1961 : Liliom de Ferenc Molnár, mise en scène de Jean-Pierre Grenier, Théâtre de l'Ambigu
- 1964 : Machin-Chouette de Marcel Achard, mise en scène de Jean Meyer, au Théâtre Antoine
- 1964 : Comment va le monde, Môssieu ? Il tourne, Môssieu de François Billetdoux, mise en scène de l'auteur, Théâtre de l'Ambigu
- 1965 : Monsieur Carnaval livret de Frédéric Dard, musique de Charles Aznavour et Mario Bua, mise en scène Maurice Lehmann, Théâtre du Châtelet
- 1966, 1968 : La Bonne Adresse de Marc Camoletti, mise en scène de Christian-Gérard, au Théâtre des Nouveautés, Théâtre de la Potinière
- 1968 : L'Enlèvement de Francis Veber, mise en scène de Jacques Fabbri, au Théâtre Édouard-VII
- 1970 : Bon week-end Conchita opérette de Roland Arday, mise en scène de Michel Vocoret, au Théâtre de la Potinière
- 1970 : Grrr ! de Jean Gastaut
- 1972 : Occupe-toi d'Amélie de Georges Feydeau, mise en scène de Jacques-Henri Duval, Théâtre des Célestins
- 1974 : Bonne Fête Amandine d'Albert Husson, mise en scène de Jacques Mauclair, Théâtre des Célestins
- 1975 : Le Dindon de Georges Feydeau, mise en scène de Jean Meyer, Théâtre des Célestins
- 1975 : Le Chasseur français de Boris Vian, mise en scène de Pierre Perroux, Théâtre Présent
- 1975 : Duos sur canapé de Marc Camoletti, mise en scène de l'auteur, Théâtre Michel
- 1977 : Pas d'orchidées pour miss Blandish de James Hadley Chase, adaptation Frédéric Dard, mise en scène de Robert Hossein, Maison de la Culture Reims, au Théâtre de la Porte-Saint-Martin
- 1978 : Le Cauchemar de Bella Manningham de Frédéric Dard d'après Patrick Hamilton, mise en scène de Robert Hossein, au Théâtre Marigny
- 1979 : La Bonne Soupe de Félicien Marceau, mise en scène de Jean Meyer, au Théâtre des Célestins
- 1980 : La Bonne Soupe de Félicien Marceau, mise en scène de Jean Meyer, Théâtre des Célestins, au Théâtre Marigny
- 1980 : Ta bouche livret d’Yves Mirande, lyrics Albert Willemetz, musique de Maurice Yvain, mise en scène de Jacques Mauclair, au Théâtre Daunou
- 1982 : L'Héritage de Jean Meyer d'après Guy de Maupassant, mise en scène de l'auteur, au Théâtre des Célestins
- 1982 : Envoyez la musique de Jacques Mareuil et Gérard Gustin, mise en scène de Raymond Vogel, au Théâtre de la Porte-Saint-Martin
- 1985 : La Berlue de Jean-Jacques Bricaire et Maurice Lasaygues, mise en scène de René Clermont, Théâtre Marigny, tournée Herbert-Karsenty
- 1986 : Siegfried de Jean Giraudoux, mise en scène d'Odile Mallet et Geneviève Brunet, Festival de Bellac
- 1988 : Le Saut du lit de Ray Cooney et John Chapman, mise en scène de Jean Le Poulain, Théâtre des Variétés
- 1988 : Quelle famille ! de Francis Joffo, mise en scène de l'auteur, au Théâtre Fontaine
- 1989 : Tu m'as sauvé la vie de Sacha Guitry, mise en scène de Jean-Laurent Cochet, au Théâtre Daunou
- 1990 : Oui patron ! de Jean Barbier, mise en scène de Gérard Savoisien, au Théâtre des Nouveautés
- 1992 : La Puce à l'oreille de Georges Feydeau, mise en scène de Jean-Claude Brialy, au Théâtre de la Michodière
- 1993 : Le Mariage de Barillon de Georges Feydeau, mise en scène de Philippe Rondest
- 1993 : Tout va bien d'Isabelle Philippe, mise en scène de Jean-François Philippe
- 1995 : Gwendoline de Laurence Jyl, mise en scène de François Guérin, Théâtre des Nouveautés
- 1997 : Cyrano de Bergerac d'Edmond Rostand, mise en scène de Henri Lazarini, Théâtre du Ranelagh[n 2]
- 1997 : Espèces menacées de Ray Cooney, mise en scène d'Éric Civanyan, au Théâtre de la Michodière
- 1998 : Ardèle ou la Marguerite de Jean Anouilh, mise en scène de Pierre Franck, Théâtre de l'Atelier, Théâtre des Célestins
- 2000 : Les Joyeuses Commères de Windsor de William Shakespeare, mise en scène de Marie-Silvia Manuel
- 2001 : Monsieur de Jean-Frédéric Vernier, mise en scène de Anouche Setbon
- 2002 : C'est encore mieux l'après-midi de Ray Cooney, mise en scène de Jacqueline Bœuf
- 2003 : Quel cinéma ! de Francis Joffo, mise en scène de l'auteur, au Théâtre du Palais-Royal
- 2004 : Le Sénateur Fox de Luigi Lunari
- 2004 : Entrez sans frapper de Jacques Collard
- 2006 : Cher menteur de Jérome Kilty, mise en scène de Anne Bourgeois, au Théâtre du Ranelagh
- 2006-2007 : Célimène et le Cardinal de Jacques Rampal, mise en scène de l'auteur, avec Claude Jade (2006), Yolande Folliot (2007)
- 2007 : Quadrille de Sacha Guitry, mise en scène de Jean-Pierre Dravel
- 2008 : Un point c'est tout ! de Laurent Baffie, mise en scène de l'auteur, au Théâtre du Palais-Royal
- 2009 : Après l'incendie : Saint-Paul et Sénèque de Xavier Jaillard, mise en scène de Xavier Lemaire, au Petit Hébertot
- 2010 : Désolé pour la moquette de Bertrand Blier, mise en scène de l'auteur, au Théâtre Antoine
- 2011 : Du vent dans les branches de sassafras de René de Obaldia, mise en scène de Thomas Le Douarec, au Théâtre du Ranelagh
- 2013 : L'Amiral de Bernard Granger, mise en scène de Xavier Lemaire, en tournée
- 2014 : Folies Vaudeville de et mise en scène de Jean Marbœuf, au Théâtre La Bruyère
- 2014 : Angèle de Marcel Pagnol, mise en scène de Yves Pignot, Centre national de création d'Orléans, en tournée
- 2016 : Le Schmilblick de Pierre Dac, mise en scène de Luq Hamet, au Théâtre d'Edgar
- 2017 : Inconnu à cette adresse de Kressmann Taylor, mise en scène de Sacha Sprenger, au Théâtre de Liège
- 2020 : Toâ de Sacha Guitry, mise en scène d'Anne Bourgeois, en tournée et au Théâtre Tête d'or
- 2021 : Tsunami de Jean-Michel Wanger et Olivier-Martial Thieffin, mise en scène d'Olivier Macé, tournée
- 2024 : Retour chez Mister Green de Jeff Baron, mise en scène Thomas Joussier, théâtre des Gémeaux festival off d'Avignon puis théâtre de Passy

### Au théâtre ce soir
- 1973 : Le Million de Georges Berr et Marcel Guillemaud, mise en scène Francis Morane, réalisation Georges Folgoas, Théâtre Marigny
- 1975 : Demandez Vicky de Marc-Gilbert Sauvajon d'après Alan Melville et Fred Schiller, mise en scène Jacques-Henri Duval, réalisation Pierre Sabbagh, Théâtre Édouard-VII
- 1976 : Seul le poisson rouge est au courant de Jean Barbier et Dominique Nohain, mise en scène Dominique Nohain, réalisation Pierre Sabbagh, Théâtre Edouard VII
- 1976 : La Bagatelle de Marcel Achard, mise en scène Jean Meyer, réalisation Pierre Sabbagh, Théâtre Edouard-VII
- 1979 : Le Troisième Témoin de Dominique Nohain, mise en scène de l'auteur, réalisation Pierre Sabbagh, Théâtre Marigny
- 1980 : La Maîtresse de Bridge de Louis Verneuil, mise en scène Robert Manuel, réalisation Pierre Sabbagh, Théâtre Marigny

## Filmographie

### Cinéma

#### Longs métrages
- 1964 : Requiem pour un caïd de Maurice Cloche : le mécano
- 1965 : Les Mordus de Paris de Pierre Armand
- 1966 : Brigade antigangs de Bernard Borderie : Beau Môme[n 2]
- 1966 : Un homme de trop de Costa-Gavras : Lecocq[n 2]
- 1967 : Les Cracks d'Alex Joffé : Lucien Médard
- 1968 : Le Tatoué de Denys de La Patellière: un détective
- 1968 : Ho ! de Robert Enrico : l'employé du journal
- 1969 : Le Cerveau de Gérard Oury : le sergent belge
- 1969 : Clérambard d'Yves Robert : Buzard
- 1969 : Un merveilleux parfum d'oseille de Rinaldo Bassi : Hervé
- 1970 : Le Mur de l'Atlantique de Marcel Camus : l'officier allié
- 1970 : Peau d'âne de Jacques Demy : Allard[n 2]
- 1970 : Les Mariés de l'an II de Jean-Paul Rappeneau : Saint-Aubin
- 1971 : Les Pétroleuses de Christian-Jaque : Luc
- 1972 : Docteur Popaul de Claude Chabrol
- 1973 : Ursule et Grelu de Serge Korber : l'étrangleur
- 1973 : Juliette et Juliette de Remo Forlani : le client du taxi
- 1973 : Par ici la monnaie de Richard Balducci : Othello
- 1973 : Nuits rouges de Georges Franju : Séraphin Beauminon
- 1974 : Soldat Duroc, ça va être ta fête de Michel Gérard : le sergent
- 1975 : Le Bougnoul de Daniel Moosmann : le journaliste
- 1975 : Opération Lady Marlène : Louis
- 1976 : Sexuella de Maxime Debest : Innocent
- 1977 : Drôles de zèbres de Guy Lux : Jean
- 1978 : À l'est du Rio Concho de Gilbert Roussel : Patrick
- 1978 : Je vous ferai aimer la vie de Serge Korber : Philippe
- 1979 : Un jour, un tueur de Serge Korber
- 1980 : Une merveilleuse journée de Claude Vital : Octave
- 1980 : Signé Furax de Marc Simenon : le plombier / le marchand de musique
- 1982 : Le Gendarme et les Gendarmettes de Jean Girault et Tony Aboyantz : le maréchal des Logis Perlin[1]
- 1983 : Adieu foulards de Christian Lara : Victor
- 1990 : Le Château de ma mère d'Yves Robert : Dominique, le jardinier
- 2000 : Petite Chérie de Anne Villacèque : le père
- 2012 : Crimes en sourdine de Joël Chalude : le professeur Chouara
- 2016 : L'Invitation de Michaël Cohen : le père de Raphaël
- 2017 : Marie-Francine de Valérie Lemercier : l'homme sur le marché
- 2018 : La Légende de Florian Hessique : le Président Morel
- 2018 : J'ai perdu Albert de Didier van Cauwelaert : le prêtre
- 2018 : Un peuple et son roi de Pierre Schoeller : Henri IV
- 2022 : Le Défi de Noël de Florian Hessique : Le vieux monsieur
- 2024 : Cocorico de Julien Hervé : Le père de Gérard

#### Courts métrages
- 2000 : Quelques jours de trop de Franck Guérin
- 2006 : La Sicilienne de Yannick Karcher
- 2006 : Le Mystère du monocle noir d'Olivier Arnold
- 2021 : Monsieur Temps d'Emy LTR
- 2024 : Les Missionnaires de Maxime Bourrée et Antoine Aguilar

### Télévision

#### Séries télévisées
- 1965 : Quelle famille ! (série) : Kiki
- 1965 : Seule à Paris (série) : Bernard
- 1967 : La Famille Colin-Maillard (série) : Max
- 1967 : série Le Tribunal de l'impossible - Épisode La Bête du Gévaudan d'Yves-André Hubert : Pélissier
- 1968 : Princesse Czardas : Boni
- 1970 : Ça vous arrivera demain (série) : Henri
- 1971 : Tang d'André Michel (série) : Marcel
- 1972 : Irma la Douce : Roberto Les Diam's
- 1972 : L'Homme qui revient de loin, feuilleton de Michel Wyn : Gaston
- 1972 : Les Rois maudits (feuilleton) : Pierre de Cressay
- 1973 : Le Masque aux yeux d'or : le lieutenant Meyran
- 1973 : Les Nouvelles Aventures de Vidocq, épisode La Bande à Vidocq de Marcel Bluwal
- 1974 : À vous de jouer Milord (feuilleton) : Zouroc
- 1974 : L'aquarium, téléfilm de René Lucot : Célestin Viola
- 1975 : Jo Gaillard de Christian-Jaque (série) : le cuistot
- 1975 : L'Homme sans visage de Georges Franju (série) : Séraphin Beauminon
- 1975 : Amédée ou Comment s'en débarrasser
- 1976 : Ces beaux messieurs de Bois-Doré (feuilleton)
- 1978 : Emmenez-moi au théâtre : Pas d'orchidées pour Miss Blandisch : Woopy
- 1979 : La Main coupée : Blaise Cendrars
- 1980 : C'est pas Dieu possible : Jules Salsigne
- 1980 : La Faute : Argenlès
- 1981 : L'Oiseau bleu : le chien
- 1981 : Nana (feuilleton) : Fontan
- 1982 : Le Rêve d'Icare, téléfilm de Jean Kerchbron : Victor
- 1982 : La Nouvelle Malle des Indes (feuilleton) : Vacherin
- 1984 : La Bavure de Nicolas Ribowski, (feuilleton) : Inspecteur Cadoc
- 1986 : Les Colonnes du ciel, épisode Les Compagnons du Nouveau Monde de Gabriel Axel
- 1987 : Florence ou La vie de château (série) : Marcel
- 1988 : Le Crépuscule des loups
- 1988 : Vivement lundi ! (série)
- 1988 : La Baby-sitter (série) : Claude Leguern
- 1988 : Le Cirque Humberto (cs) (série) : Gambier
- 1994 : Tout feu, tout femme (série) : Georges
- 1995 : Quatre pour un loyer (série)
- 1996 : Tresko - Amigo Affäre
- 1997 : Le Diable en sabots : Monge
- 1997 : Mireille et Vincent : Ramon
- 1999 : Jean-Baptiste, homme de cœur (série) : le curé
- 2001 : Combats de femme, épisode L'Innocente : Alain
- 2003 : Rien ne va plus : Kustine
- 2003 : Droit d'asile : Jean-Daniel
- 2004 : Vive mon entreprise : Patatate
- 2004 : Femmes de Loi : Édouard Corvalec
- 2005 : L'Évangile selon Aîmé : Rodolphe
- 2006 : Un juge sous influence de Jean Marbœuf : Guillet
- 2007 : Sous le soleil : Alban, le père de Manuel (saison 12, épisode 13 : Un couple exemplaire)
- 2009 : Joséphine, ange gardien (Les Majorettes) : Giraud
- 2009-2018 : Une famille formidable (série) : René[n 2],[8]
- 2010 : La Maison des Rocheville de Jacques Otmezguine : Maurice
- 2010-2012 : Ma femme, ma fille, deux bébés de Patrick Volson : Marc[n 2]
- 2014 : Ceux de 14 de Olivier Schatzky : le colonel Deladerrière
- 2014 : Joséphine, ange gardien (Le Double foyer) : Gilles
- 2014 : La Trouvaille de Juliette de Jérôme Navarro : Le Petou
- 2015 : À votre service (série) de Florian Hessique : l'homme de la répression des fraudes
- 2017 : La Consolation de Magaly Richard-Serrano : le grand-père
- 2018 : Cherif (Saison 5, épisode 7) : Quand Cherif rencontre Huggy) : Alain Berre
- 2021 : Laval, le collaborateur de Laurent Heynemann : Procureur Mornet
- Depuis 2023 : Scènes de ménages : Jacky

## Doublage
Note : Cette section regroupe les rôles pour lesquels Patrick Préjean a prêté sa voix pour des productions françaises ainsi que pour le doublage d'œuvres étrangères.

### Cinéma

#### Films
Les dates en italique disent que Patrick Préjean a assuré, soit le redoublage, soit un doublage tardif.
- John Lithgow dans :
  - The Big Fix (1978) : Sam Sebastian
  - Tendres Passions (1983) : Sam Burns
  - Bigfoot et les Henderson (1987) : George Henderson
  - L'Affaire Pélican (1994) : Smith Keen
  - Préjudice (1998) : Walter J. Skinner
  - Moi, Peter Sellers (2004) : Blake Edwards
  - Dr Kinsey (2004) : Alfred Seguine Kinsey
  - Dreamgirls (2007) : Jerry Harris
  - 40 ans : Mode d'emploi (2013) : Oliver
  - Interstellar (2014) : Donald Cooper
  - Miss Sloane (2017) : Ron M. Sperling
  - Pitch Perfect 3 (2017) : Fergus
  - Scandale (2019) : Roger Ailes
  - La Bulle (2022) : Tom
  - Sharper (2023) : Richard Hobbes
  - Cabrini (2024) : le maire Gould

- Steve Martin dans :
  - Le Plus Escroc des deux (1988) : Freddy Benson
  - Treize à la douzaine 2 (2003) : Tom Baker
  - La Panthère rose (2006) : Inspecteur Jacques Clouseau
  - Baby Mama (2008) : Barry
  - La Panthère rose 2 (2009) : l'inspecteur Jacques Clouseau

- Dan Aykroyd dans :
  - Les Blues Brothers (1980) : Elwood J. Blues
  - Club Eden : L'Île aux fantasmes (1994) : Fred Lavery
  - Sexy Devil (2007) : Julius Jenson

- Tracey Walter dans :
  - Conan le Destructeur (1984) : Malak
  - Comme un chien enragé (1986) : Patch Whitewood

- Michael Palin dans :
  - Un poisson nommé Wanda (1988) : Ken Pyle
  - Du vent dans les saules (1996) : le Soleil

- George Wendt dans : 
  - La Liste noire (1992) : Bunny Baxter
  - Forever Young (1992) : Harry Finlay

- Wayne Knight dans :
  - Jurassic Park (1993) : Dennis Nedry[n 2]
  - Prête à tout (1995) : Ed Grant

- 1921[n 6] : Les Trois Mousquetaires : voix off
- 1948[n 7] : Le Fils du désert : le shérif adjoint « Curly » (Hank Worden)
- 1959[n 8] : Totò à Madrid : Tobia (Giacomo Furia)
- 1968 : Il était une fois dans l'Ouest : Wobbles (Marco Zuanelli)
- 1971[n 9] : Tueur malgré lui : Bud Barton (Dick Curtis)
- 1975 : La Baby-Sitter : Gianni (Renato Pozzetto)
- 1976 : Missouri Breaks : Tod (Randy Quaid)
- 1978 : Mélodie pour un tueur : Butch (Danny Aiello)
- 1979 : Voyage au bout de l'enfer : Stan, dit « Stosh » (John Cazale)
- 1979 : Cul et Chemise : Jack « Hammer » Ormond (Joe Bugner)
- 1979 : Les Guerriers de la nuit : Luther (David Patrick Kelly)
- 1979 : Le Vainqueur : Howard (Chuck Shamata)
- 1979 : Cité en feu : le capitaine Harrison Risley (Richard Donat (en))
- 1980 : Les Chiens de guerre : Drew (Tom Berenger)
- 1983 : To Be or Not to Be : le capitaine S.S. Schultz (Christopher Lloyd)
- 1984 : 1984 : Parsons (Gregor Fisher)
- 1984 : Terminator : Matt Buchanan (Rick Rossovich)
- 1984[n 10] : Supergirl : Nigel (Peter Cook)
- 1984 : Les Muppets à Manhattan : Kermit (Jim Henson) (voix)
- 1985 : L'Homme à la chaussure rouge : Morris (James Belushi)
- 1986 : Police Academy 3 : Instructeurs de choc : l'officier Eugene Tackleberry (David Graf)
- 1986 : Vendredi 13, chapitre VI : Jason le mort-vivant : le député Pappas (Michael Swan)
- 1987 : Mannequin : Felix (G.W. Bailey)
- 1988 : Beetlejuice : Charles Deetz (Jeffrey Jones)
- 1989 : Les Nuits de Harlem : Jack Jenkins (Stan Shaw)
- 1990 : Men at Work : Maxwell Potterdam III (John Getz)
- 1990 : Junior le terrible : Martin Beck / le tueur au nœud papillon (Michael Richards)
- 1990 : Les Aventures de Ford Fairlane : le lieutenant Amos (Ed O'Neill)
- 1990 : Mettons les voiles : Brian Hope (Eric Idle)
- 1991 : Chienne de vie : Victor (Brian Thompson)
- 1991 : Lucky Luke : Averell Dalton (Fritz Sperberg)
- 1991 : Jungle Fever : Mike Tucci (Frank Vincent)
- 1992 : Sister Act : Larry Merrick (Michael Durrell)
- 1992 : Les Aventures d'un homme invisible : Warren Singleton (Stephen Tobolowsky)
- 1992 : The Player : Detective DeLongpre (Lyle Lovett)
- 1993 : Demolition Man : Bob (Glenn Shadix)
- 1994 : Un ange gardien pour Tess : Frederick (Richard Griffiths)
- 1996 : Les 101 dalmatiens : Horace[n 2] (Mark Williams)
- 1996 : Space Jam : Grosminet et Sam le pirate (Bill Farmer) (voix)
- 1997 : Mémoires suspectes : Eddie Detton (Kim Coates)
- 1997 : La vie est belle : Oresto[Qui ?]
- 1997 : Chérie, nous avons été rétrécis : Gordon Szalinski (Stuart Pankin)
- 1998 : Le Petit Monde des Borrowers : Pod Clock (Jim Broadbent)
- 1998 : Le Détonateur : Hibbing Goodhue (Michael York)
- 1998 : Shakespeare in Love : Hugh Fennyman[n 2] (Tom Wilkinson)
- 1999 : Haute Voltige : Prophète (Tim Potter)
- 2000 : Les Pierrafeu à Rock Vegas : Le Grand Gazou (Alan Cumming)
- 2001 : D'Artagnan : Cardinal de Richelieu (Stephen Rea)
- 2001 : Pearl Harbor : Ian MacFarlane (Tony Curran)
- 2001 : Driven : Crusher (Brent Briscoe)
- 2001 : Le Journal de Bridget Jones : l'oncle Geoffrey (James Faulkner)
- 2002 : L'Amour, six pieds sous terre : Dr Stanley Owen (Howell Evans)
- 2003 : Les Looney Tunes passent à l'action : Grosminet (Joe Alaskey) (voix) et Sam le pirate (Jeff Bennett) (voix)
- 2006 : La colline a des yeux : le gérant de la station-service (Tom Bower)
- 2008 : Bons Baisers de Bruges : Ken[n 2] (Brendan Gleeson)
- 2008 : Deux Sœurs pour un roi : Thomas Boleyn (Mark Rylance)
- 2008 : Braquage à l'anglaise : Gerald Pyke (Don Gallagher)
- 2008 : Docteur Dolittle 4 : le chef Dorian (Malcolm Stewart)
- 2009 : Vic le Viking : Urobe (Olaf Krätke)
- 2010 : Même la pluie : le préfet (Jorge Ortiz)
- 2011 : Super 8 : le vendeur de véhicules d'occasion [Qui ?]
- 2014 : Dumb and Dumber De : Dr Pichlow (Steve Tom)
- 2014 : Alexandre et sa journée épouvantablement terrible et affreuse : Dick Van Dyke[20] (Dick Van Dyke)
- 2015 : Broadway Therapy : le juge Pendergast (Austin Pendleton)
- 2018 : Jean-Christophe et Winnie : Tigrou (Jim Cummings) (voix)
- 2020 : French Exit : Boris Maurus (Vlasta Vrana)
- 2021 : Space Jam : Nouvelle Ère : Sam le pirate (Fred Tatasciore) (voix) et Sylvestre (Jeff Bergman) (voix)
- 2021 : Muppets Haunted Mansion : Statler (Peter Linz) (voix)
- 2023 : Luther : Soleil déchu : Martin Schenk (Dermot Crowley)
- 2023 : Gangsters par alliance : Neil Browning (Richard Kind)
- 2023 : Please Don't Destroy: The Treasure of Foggy Mountain : le narrateur (John Goodman) (voix)
- 2024 : Beetlejuice Beetlejuice : Charles Deetz (Charlie Hopkinson)

#### Films d'animation
- 1955[n 11] : La Belle et le Clochard : le vendeur de muselière et l'homme à la réception
- 1962[n 12] : Les Cygnes sauvages : l'archevêque
- 1977[n 13] : Bugs Bunny : Joyeuses Pâques (en) : Grosminet et Sam le pirate
- 1977[n 14] : Les Aventures de Winnie l'ourson : Tigrou
- 1980[n 15] : Daffy Duck : L'œuf-orie de Pâques : Grosminet
- 1981[n 16] : Le Monde fou, fou, fou de Bugs Bunny : Grosminet, Sam le pirate
- 1983 : Olivier et le Dragon vert : Bodubec et M. Marquis
- 1985 : Astérix et la Surprise de César : le décurion Superbus
- 1989 : Astérix et le Coup du menhir : Optione
- 1996 : Toy Story : Bayonne[n 2]
- 1996 : Teddy et Annie[21] : Teddy (court-métrage)
- 1996 : Balto : Boris
- 1997 : Les Saules en hiver : Soleil, le neveu de Taupe, le mécanicien, le photographe
- 1997 : Winnie l'ourson 2 : Le Grand Voyage : Tigrou
- 1998 : Charlie, le conte de Noël : Gratouille
- 1999 : Animaniacs, le film : Wakko et l'Étoile magique : Otto Gratésnif
- 1999 : Mes voisins les Yamada : Voix additionnelles
- 1999 : Le Château des singes : Gorine
- 2000 : Chicken Run : M. Tweedy (version DVD)
- 2000 : Toy Story 2 : Bayonne[n 2]
- 2000 : Les Aventures de Tigrou : Tigrou
- 2000 : Elmo au pays des grincheux : Ernie, la chenille et un grincheux vert
- 2000 : Titi et le Tour du monde en 80 chats : Grosminet et Sam le pirate
- 2001 : Gloups ! je suis un poisson : le professeur Crevette
- 2001 : Buzz l'Éclair, le film : Le Début des aventures : Bayonne[n 2]
- 2001 : Le père Noël est sans rancune : voix additionnelles
- 2002 : Balto 2 : La Quête du loup : Boris
- 2002 : Barbie, princesse Raiponce : Hobie
- 2002 : Winnie l'ourson : Bonne Année : Tigrou
- 2002 : La Famille Delajungle, le film : Nigel Delajungle[n 2],[n 17]
- 2003 : Les Razmoket rencontrent les Delajungle : Nigel Delajungle[n 2],[n 17]
- 2003 : Les Aventures de Porcinet : Tigrou
- 2003 : Le Monde de Nemo : Phillip Sherman[n 2]
- 2003 : Barbie et le Lac des cygnes : Erasmus le troll
- 2004 : Winnie l'ourson et l'Éfélant : Tigrou
- 2004 : Balto 3 : Sur l'aile du vent : Boris
- 2004 : Les Aventures de Petit Gourou : Tigrou
- 2005 : Le Roman de Renart : Chanteclair
- 2005 : Barbie et le Cheval magique : le Roi
- 2005 : Winnie l'ourson : Lumpy fête Halloween : Tigrou
- 2005 : Winnie l'ourson : Joyeux Noël : Tigrou
- 2005 : Winnie l'ourson : Je t'aime toi ! : Tigrou
- 2005 : Winnie l'ourson : 123 : Tigrou
- 2006 : Piccolo, Saxo et Compagnie : Grand-père Basson/Baryton
- 2006 : Monster House : Nebbercracker
- 2006 : Le Noël des Looney Tunes : Grosminet et Sam le pirate
- 2006 : Cars : Bayonne (parodié en automobile)
- 2008 : Igor : le roi Malbert
- 2009 : Lili la petite sorcière, le Dragon et le Livre magique : Hector, le petit dragon
- 2010 : Toy Story 3 : Bayonne[n 2]
- 2010 : Scooby-Doo : Abracadabra : Calvin Curdles
- 2011 : Winnie l'ourson : Tigrou
- 2011 : Vacances à Hawaï : Bayonne (court métrage)
- 2012 : Milezim : Pierre
- 2012 : Mini Buzz : Bayonne (court-métrage)
- 2012 : Rex, le roi de la fête : Bayonne (court métrage)
- 2015 : Mune : Le Gardien de la Lune : le père de Cire
- 2015 : Looney Tunes : Cours, lapin, cours : Sam le pirate
- 2016 : Les Trolls : le roi Graillon Sr.
- 2017 : Tom et Jerry au pays de Charlie et la chocolaterie : Grand-père Joe
- 2017 : Moi, moche et méchant 3 : le serveur italien
- 2019 : Toy Story 4 : Bayonne
- 2022 : Le Roi Titi (en) : Grosminet
- 2022 : Samouraï Academy : Shogun[n 18]
- 2023 : Le Grand Voyage de Gouti : Papy (court métrage)
- 2025 : Dog Man : Papy Monpetit[n 19]

### Télévision

#### Téléfilms
- 2004 : Un fiancé à louer pour Noël : Reginald Hoffman (Serge Houde)
- 2011 : Un amour ne meurt jamais : Paul (Fred Willard)
- 2021 : Les fabuleux miracles de Noël : Glenn Adams (Linden Banks)
- 2022 : Ray Donovan: The Movie : Matty (David Patrick Kelly)

#### Séries télévisées
- Sam McMurray dans : 
  - Friends (1997-2001) : Doug (3 épisodes)
  - Breaking Bad (2009) : Dr Victor Bravenec (saison 2, épisodes 11 et 13)
  - Devious Maids (2016) : Doug (4 épisodes)
  - Elementary (2019) : Cameron Maranek (saison 7, épisode 4)
  - NCIS : Enquêtes spéciales (2024) : Harold Lamb (saison 22, épisode 7)
- John Lithgow dans :
  - Troisième planète après le Soleil (1996-2001) : Dr Dick Solomon (139 épisodes)
  - Perry Mason (2020) : Elias Birchard « E. B. » Johnson (saison 1)
  - The Old Man (2022-2024) : Harold Harper (15 épisodes)
- John Ratzenberger dans :
  - That '70s Show (2001) : Glen (saison 3, épisode 20)
  - Touche pas à mes filles (2003) : Fred Doyle (4 épisodes)
  - Drop Dead Diva (2012-2014) : Larry Kaswell (3 épisodes)
- Lenny Clarke (en) dans :
  - The Job (2001-2002) : Frank Harrigan (19 épisodes)
  - Rescue Me : Les Héros du 11 septembre (2004-2011) : l'oncle Teddy Gavin (53 épisodes)
  - Sirens (2014-2015) : Frank Farrell (7 épisodes)
- Pruitt Taylor Vince dans :
  - Deadwood (2005-2006) : Mose Manuel (10 épisodes)
  - Dr House (2006) : George (saison 3, épisode 6)
  - Médium (2009) : Peter Winnant (saison 6, épisode 1)
- Fred Willard dans :
  - Moi et mon public (en) (2007-2008) : Marsh McGinley (17 épisodes)
  - Modern Family (2009-2020) : Frank Dunphy (14 épisodes)
  - Space Force (2020) : Fred Naird (saison 1)
- John Goodman dans :
  - Roseanne (1989-1997) : Daniel « Dan » Conner (211 épisodes)
  - Normal, Ohio (2000) : William « Butch » Gamble (13 épisodes)
- George Wendt dans :
  - Columbo (1995) : Graham McVeigh (saison 14, épisode 1)
  - Spin City (1996) : Dan Donaldson (saison 1, épisode 8)
- Nick Bakay dans :
  - Sabrina, l'apprentie sorcière (1996-2003) : Salem Saberhagen (en), le chat (voix, 163 épisodes)
  - Pour le meilleur et le pire (2007-2008) : Karl (10 épisodes)
- Jay Leno dans :
  - Une nounou d'enfer (1996) : lui-même (saison 4, épisode 7)
  - Louie (2012) : lui-même (saison 3, épisodes 10 et 11)
- Michael Harding dans :
  - American Wives (2007) : le général Ted Baker (saison 1)
  - Alerte Contagion (2016) : Hank (mini-série)
- 1975[n 20] : Starsky et Hutch : Arnold le serveur (Chuck Bergansky) (saison 1, épisode 7)
- 1976-1981[n 21] : Le Muppet Show : Statler (Richard Hunt) (voix) et le présentateur télé (Jim Henson) (voix)
- 1978 : L'Île fantastique : Jordan Montgomery (Steve Forrest) (saison 2, épisode 5)
- 1990 : Alf : Neal Tanner (Jim J. Bullock) (saison 4)
- 1994 : Le Renard : Dr Christian Böhme (Will Danin (de)) (saison 18, épisode 3)
- 1994-1996 : Rex, chien flic : Ernst Stockinger (Karl Markovics) (29 épisodes)
- 1995 : Inspecteur Derrick : Kollau (Wolf Roth) (saison 22, épisode 3)
- 1995 : Une maman formidable : le coach Ben Fletcher (Drew Pillsbury) (4 épisodes)
- 1995-1998 : Seinfeld : Jackie Chiles (Phil Morris) (6 épisodes)
- 1996 : Les Voyages de Gulliver : Grildrig (Warwick Davis) (mini-série)
- 1996-1997 : Beetleborgs : Flabber (Billy Forester) (89 épisodes)
- 1996-1999 : Les Incroyables Pouvoirs d'Alex : George Mack (Michael Blakley) (78 épisodes)
- 1997 : Loïs et Clark : Les Nouvelles Aventures de Superman : Woody Samms (Tim Thomerson) (saison 4, épisode 20)
- 1998 : Hercule : Imuru (Ross Duncan) (saison 5, épisode 1)
- 1998 : Dans le rouge (en) : Geoffrey Crichton-Potter (Richard Griffiths) (mini-série)
- 2001 : Ally McBeal : M. Bo (Richard Jenkins) (saison 4, épisode 11)
- 2001-2003 : Le Livre de Winnie l'ourson : Tigrou (Jim Cummings) (voix)
- 2001 / 2022 : Inspecteur Barnaby : John Field (Robert Glenister) (saison 4, épisode 5) et Sebastian Cabot (Tom Conti) (saison 23, épisode 2)
- 2002 : Greg the Bunny : Gil Bender (Eugene Levy) (13 épisodes)
- 2003-2004 : Angel : l'archiduc Sebassis (Leland Crooke) (saison 5)
- 2004-2005 : Desperate Housewives : Dr Albert Goldfine (Sam Lloyd) (8 épisodes)
- 2006 : New York, police judiciaire : le Père Salas (Emilio del Pozo) (saison 16, épisode 15)
- 2006-2007 : Newport Beach : Gordon Bullit (Gary Grubbs) (saison 4)
- 2006-2007 : SMS, des rêves plein la tête : Pepe Delgado (Jesús Ruyman) (166 épisodes)
- 2007 : Big Love : Carter Reese (Jim Beaver) (saison 2)
- 2008 : Les Experts : Miami : Nick Buhrman (Bradford Tatum) (saison 7, épisode 3)
- 2008 : Cashmere Mafia : Len Dinerstein (Peter Riegert) (épisode 7)
- 2008-2012 : Merlin : Gaïus[n 2] (Richard Wilson) (65 épisodes)
- 2009-2010 : Les Tudors : Lord Thomas Darcy (Colm Wilkinson (en)) (3 épisodes)
- 2009-2015 : Glee : Dalton Rumba (Michael Hitchcock) (5 épisodes)
- 2011 : Weeds : Warren Schiff (Richard Dreyfuss) (saison 6, épisodes 10 à 13)
- 2011 : True Blood : Luther (E. J. Callahan) (saison 4, épisodes 2 à 4)
- 2011 : Chuck : Jean Claude (Mark Hamill) (saison 5, épisode 1)
- 2011-2012 : Luck : Joey Rathburne (Richard Kind) (9 épisodes)
- 2014 : Boardwalk Empire : Lawrence Connors (John C. Vennema) (saison 5)
- 2014 : Banshee : Yulish (Julian Sands) (saison 2, épisode 10)
- 2014 : Downton Abbey : le comte Nikolai Rostov (Christopher Rozycki) (saison 5, épisodes 3 à 5)
- 2014-2017 : The Mindy Project : Dr William Ledreau (Fred Grandy) (9 épisodes)
- 2015 : Sense8 : un adorateur de Ganesh [Qui ?]
- 2015 : The Big Bang Theory : Dan, le patron de Penny et de Bernadette (Stephen Root) (saison 8, épisodes 1 et 10)
- 2015-2016 : Derrière les barreaux : Leopoldo Ferreiro Lobo (Carlos Hipólito (es)) (18 épisodes)
- 2016 : Devious Maids : Hugh Metzger (Sam McMurray) (saison 4)
- 2017 : Loaded : M. Young (Nigel Planer) (épisode 2)
- 2017-2019 : Ballers : Julian Anderson (Steven Weber) (8 épisodes)
- 2017-2024 : Larry et son nombril : Larry David (Larry David) (2e voix, saisons 9 à 12)
- 2018 : The Good Fight : le juge Timothy Stanek (Peter Gerety) (2e voix - saison 2, épisode 9)
- 2018 : La Foire aux vanités : William Makepeace Thackeray (Michael Palin) (mini-série)
- 2018 / 2020 : Les Nouvelles Aventures de Sabrina : le grand-père d'Harvey Kinkle (Michael Hogan) (saison 1, épisode 7) et le Salem Saberhagen de l'Infini (Luke Cook) (saison 4, épisode 7)
- 2019 : Dynastie : Silvio Flores (Tony Plana) (saison 2, épisode 18)
- 2020 : Intelligence : Barnaby Bailer (Mark Heap) (saison 1, épisode 4)
- 2021-2022 : Claws : le baron Axel von Reichler (John Rubinstein) (saison 4)
- 2022 : Ozark : Nathan Davis (Richard Thomas) (saison 4)
- 2022 : Chicago Police Department : Dr Magnuson (John Grant Phillips) (saison 9, épisode 20)
- 2023 : Funny Woman (en) : George Parker (David Threlfall)
- 2023 : La Reine Charlotte : Un chapitre Bridgerton : le notaire [Qui ?] (mini-série)
- 2023 : Les Muppets Rock (en) : Statler (Peter Linz (en)) (voix)
- 2023 : Tout le monde aime les diamants : le général (Remo Girone (it))
- 2023 : Une famille vraiment Loud : M. Grouse (Peter Breitmayer) (saison 1, épisode 16)
- 2024 : Un homme, un vrai : le juge Taylor (Anthony Heald) (mini-série)
- 2025 : Gannibal : Masamune Kamiyama (Isao Hashizume) (saison 2)
- 2025 : Meurtres au paradis : Roy Palmer (Gerard Horan) (saison 14, épisodes 6 et 7)

#### Séries d'animation
- 1942-1964[n 22] : Titi et Grosminet : Grosminet (série de courts-métrages)
- 1945-1964[n 23] : Sam le pirate : Sam le pirate (série de courts-métrages)
- 1969-1970[n 24] : Robert est dans la Bouteille[22] : Tilly
- 1978 : Il était une fois… l'Homme : le Nabot[n 2] (création de voix)
- 1980 : Tchaou et Grodo : Chuck le singe (épisode 11) (doublé en 1984)
- 1982-1983 : Pac-Man : Pac-Man
- 1983 : Le Tour du monde en quatre-vingts jours : Passe-Partout
- 1983 : Gigi : Peter (épisode 45)
- 1984 : Ferdy la fourmi[23] : Ferdy
- 1984 : Les Fils de la Panthère rose[24] : Pinky
- 1985 : Pole Position : Turbo
- 1985-1986 : Inspecteur Gadget : Capeman[n 2] (saison 2), Dr Kumkopf (épisodes 72 et 75), Dr Spectrum (épisodes 76-78), Pr Luc Renommée (épisodes 85 et 86)
- 1986 : Il était une fois… la Vie : le Nabot (création de voix, quelques épisodes seulement)
- 1986 : Mofli[25] : Dr Fool
- 1987[n 25] : Le Petit Chef : Mario (épisodes 3-9)
- 1988 : Les Sales mioches : le chef des saboteurs
- 1988-1991 : Les Nouvelles Aventures de Winnie l'ourson : Tigrou
- 1988-1993 : Comte Mordicus : le comte Mordicus
- 1989 : Molierissimo : Scaramouche
- 1989 : Les Enfants de la Liberté : le précepteur, M. Bastille
- 1990-1991 : Samouraï Pizza Cats : Toufou Touflamme
- 1991 : Il était une fois… les Amériques : le Nabot (création de voix)
- 1991 : La Compète[26] : Baden 2
- 1991 : Megalopolis[27] : Kuroda (OAV 3) (doublage réalisé en 1995)
- 1991-1992 : Myster Mask : Raidi Moudugenou
- 1992 : Batman : Charlie Collins (épisode 22)
- 1992 : Barnyard Commandos : le capitaine Triplelard
- 1992 : Chip et Charly : Fuzzi
- 1992-1993 : Les Cow-Boys de Moo Mesa : voix additionnelles
- 1993 : Willy Fog 2 : Jean Passepartout
- 1994 : Il était une fois… les Découvreurs : le Nabot (création de voix)
- 1994 : Beethoven : Beethoven
- 1994 : Les Contes du Chat perché : l'oncle Alfred et divers animaux
- 1994-1995 : Le Tour du monde en quatre-vingts jours[28] : Passe-Partout, Ralph
- 1994-1996 : Super Zéro : Arthur
- 1994-1996 : Détective Bogey : Raf[29]
- 1994-1998 : Animaniacs : Dr Gratésnif
- 1994-1999 : Oui-oui du Pays des jouets : le narrateur et toutes les voix masculines
- 1995 : L'Histoire sans fin : Buchtroll
- 1996 : Il était une fois… les Explorateurs : le Nabot (création de voix)
- 1996-1997 : Achille Talon : Achille Talon
- 1996-2000 : Titi et Grosminet mènent l'enquête : Grosminet (2e voix, saisons 2-5)
- 1997 : Extrêmes Dinosaures : Haxx (voix de remplacement)
- 1997-1999 : Men in Black : Troy le symbiote (1re voix), Jeebs (1re voix)
- 1997-2006 : Les Zinzins de l'espace : Gorgious[n 2]
- 1998 : Les Aventures de Skippy : le professeur, le phacochère, l'ancien maire
- 1998-2001 : Bob et Margaret[30] : Bob
- 1998-2004 : La Famille Delajungle : Nigel Delajungle[n 2],[n 17]
- 1998-2000 : Décode pas Bunny : Grosminet et Sam le pirate (2e voix)
- 1998-2005 : Ça cartoon : Grosminet et Sam le pirate (2e voix)
- 1999 :  Timon et Pumbaa : Le Comte à rebours (épisode Zéro zéro zéro sept) et Le Fantôme (épisode Esprit es-tu là ?)
- 1999-2004 : Famille Pirate : Victor MacBernik
- 2000 : Argaï, la prophétie : Barnabé
- 2000 : Momie au pair : Julien (le père)
- 2000-2002 : Oui-Oui : Potiron, Monsieur le Gendarme, Sournois, Finaud, Monsieur la Pompe, Nestor, Jumbo, Monsieur Culbuto et le narrateur
- 2000-2006 : Norman Normal : Irwin Stone (le père de Norman), le Dr Wallace Zara Smooth
- 2001 : Drôles de petits monstres : Thomas
- 2001 : Jackie Chan : M. Yoyo (épisode 27)
- 2001-2008 : Bunny et tous ses amis : Grosminet et Sam le pirate
- 2002 : Totally Spies! : le Grand Kandinsky (épisode 21) et le proviseur John Smith (épisode 23)
- 2003 : Nom de code : Kids Next Door : le professeur XXL (saison 1)
- 2004 : Duck Dodgers : Sa'am
- 2004 : Moi Willy, fils de rock star : Scoop (2e voix) (saison 2, épisode 5)
- 2004-2005 : Le Roi de Las Vegas : voix additionnelles
- 2005-2007 : Batman : l'Homme Mystère (3 épisodes)
- 2005-2007 : Pocoyo : le narrateur
- 2005-2007 : 5, rue Sésame : Ernest
- 2005-2008 : Avatar, le dernier maître de l'air : Gyatso (le maître d'Aang), le roi Bumi (voix de remplacement)
- 2008-2010 : Les Aventures d'Ernest et Bart : Ernest
- 2008-2011 : Mes amis Tigrou et Winnie : Tigrou
- 2008-2022 : Quoi de neuf Bunny ? (anciennement Bunny Tonic) : Grosminet et Sam le pirate
- 2009 / 2012 : Star Wars: The Clone Wars : le polémarque Chi Cho (épisode 15), le général Tandin (épisodes 92 et 93)
- 2009-2016 : Oui-Oui au pays des jouets : le narrateur, toutes les voix masculines
- 2010 : Batman : L'Alliance des héros : l'Oncle Sam (saison 2, épisode 22)
- 2010 : La Panthère rose et ses amis : Tamanoir
- 2010 : SpieZ ! Nouvelle Génération : Larry (épisodes 23 à 25)
- 2011-2014 : Looney Tunes Show : Grosminet et Sam le pirate
- 2014[n 26] : JoJo's Bizarre Adventure : Stardust Crusaders : Gray Fly
- 2015-2020 : Bugs ! Une production Looney Tunes : Sam le pirate et Grominet
- 2016-2020 : Oui-Oui : Enquêtes au Pays des jouets : Potiron Capitaine Pirate
- 2017 : Ariol : Papi Atole (création de voix - 2e voix, saison 2)
- 2019-2020 : Fourchette se pose des questions (en) : Bayonne
- 2020-2023 : Looney Tunes Cartoons : Sam le pirate et Grosminet
- 2020-2025 : Baby Shark : L'Aventure sous l'eau : Grand-père Shark
- 2022 : Le Cuphead Show ! : Papy Bouilloire
- depuis 2022 : Bugs Bunny Constructeurs : Grosminet
- 2023 : To Your Eternity : le roi d'Uralis (saison 2)
- 2023 : Teen Titans Go! : Sam le pirate (saison 8, épisodes 24 et 25)
- depuis 2023 : Tiny Toons Looniversité : Grosminet et Sam le pirate

### Jeux vidéo
- 1996 : Toonstruck : Bric à Brac/Z'hurle
- 1999 : Shadow Man : Jaunty
- 1999 : Bugs Bunny : Voyage à travers le temps : Sam le pirate
- 1999 : Hype: The Time Quest : voix additionnelles
- 1999 : Sabrina, l'apprentie sorcière : Salem Saberhagen
- 1999 : Toy Story 2 : Buzz l'Éclair à la rescousse ! : Bayonne
- 1999 : Toy Story : Atelier de jeux : Bayonne
- 2000 : Bugs Bunny et Taz : La Spirale du temps : Sam le pirate
- 2000 : Space Race : Grosminet, Sam le pirate
- 2000 : Looney Tunes Racing : Grosminet, Sam le pirate, Djinn le génie
- 2000 : Winnie l'ourson : La Chasse au miel de Tigrou : Tigrou
- 2000 : Winnie l'ourson - Premiers pas : Tigrou
- 2001 : Evil Twin: Cyprien's Chronicles : Wilbur
- 2001 : Stupid Invaders : Gorgious
- 2001 : Une faim de loup : Sam le pirate
- 2001 : Sabrina l'apprentie sorcière et l'Horloge cosmique : Salem Saberhagen
- 2001 : Winnie l'ourson - Premières Decouvertes : Tigrou
- 2002 : Kingdom Hearts : Tigrou
- 2002 : Winnie l'ourson : C'est la récré ! : Tigrou
- 2002 : Taz Wanted : Grosminet et Sam le pirate
- 2002 : Loons: Le Combat pour la Gloire : Grosminet et Sam le pirate
- 2003 : Les Looney Tunes passent à l'action : Grosminet, Sam le pirate
- 2003 : Les Aventures de Porcinet : Tigrou
- 2004 : Halo 2 : le Prophète de la Pitié
- 2005 :  Stronghold 2 : le roi
- 2005 : Black and White 2 : le chef des Japonais
- 2005 : Oui-oui et l'Horloge magique : Potiron, Monsieur le Gendarme, Sournois, Finaud, Monsieur la Pompe, Monsieur Culbuto
- 2005 : Winnie l'ourson : À la recherche des souvenirs oubliés : Tigrou
- 2005 : Animaniacs in the Great Edgar Hunt : Dr Otto Gratésnif
- 2006 : Kingdom Hearts 2 : Tigrou
- 2007 : Looney Tunes: Acme Arsenal : Grosminet, Sam le pirate
- 2008 : Looney Tunes: Cartoon Concerto : Grosminet, Sam le pirate
- 2009 : The Saboteur : Dr Kwong, le général Eckhardt
- 2010 : Toy Story 3 : Bayonne, Dr Côte de Porc
- 2011 : Kinect Disneyland Adventures : Tigrou
- 2011 : Star Wars: The Old Republic : voix additionnelles
- 2012 : Epic Mickey : Le Retour des héros : le gremlin bleu
- 2013 : Disney Infinity : Bayonne
- 2015 : Lego Jurassic World : Dennis Nedry
- 2016 : World of Warcraft : le télémancien en chef Oculeth

## Distinctions

### Récompense
- Olympus Film Festival 2019 (États-Unis) : meilleur second rôle La Légende[31]

### Nomination
- Molières 1998 : Molière du comédien pour Cyrano de Bergerac[9],[n 2]